# Вік і Мірдал
Вік (повна назва Вік і Мірдал (ісл. Vík í Mýrdal)) — найпівденніше поселення в Ісландії, розташоване за 180 км на південний схід від Рейк'явіку, на кільцевій дорозі. Незважаючи на свій невеликий розмір (лише 291 житель станом на січень 2011 року), це найбільший населений пункт у радіусі 70 км.

## Визначні місця
Одним з визначних місць біля поселення є Рейнісдрангар — базальтові кекури в океані. За легендою, ці скелі були колись тролями, які скам'яніли від сонячного світла. Поселення відоме чорним піщаним пляжем. У 1991 році Американський журнал Islands Magazine назвав його одним з найкрасивіших не тропічних пляжів на Землі.
Знаходиться поблизу гора Рейнісфьядль відома серед орнітологів: влітку на ній мешкає багато різних видів птахів.